# Belize nos Jogos Pan-Americanos de 2007
Belize competiu nos Jogos Pan-Americanos de 2007 no Rio de Janeiro, no Brasil.

## Desempenho

### Atletismo
100 metros masculino
- Lionel Jones - Série 3: 10s94 → eliminado

100 metros feminino
- Tricia Flores - Série 2: 12s37 → eliminada

200 metros feminino
- Kaina Martinez - Série 4: 25s66 → eliminada

400 metros com barreiras masculino
- Jonathan Williams - Semifinal 2: 49s84 → eliminado

Salto em distância masculino
- Joel Wade - Grupo A: 5,97 m → eliminado

Salto em distância feminino
- Tricia Flores - Final: 5,60 m → 12º lugar

Salto em altura feminino
- Kay-de Vaughn - Final: 1,65 m → 15º lugar